# Wilhelm Kuebart
Wilhelm Kuebart (né le 4 mars 1913 à Trakehnen, mort le 24 septembre 1993 à Marquartstein) est un officier allemand, membre du complot du 20 juillet 1944.

## Biographie
Kuebart vient d'une famille allemande dont de nombreux membres ont été officiers ; son père Friedrich Kuebart est cependant architecte.
À l'automne 1932, Kuebart est élève-officier de la Reichswehr, devient sous-lieutenant en 1934 puis Oberleutnant en 1937. À l'été 1940, il est affecté au quartier général de la 18e Panzerdivision avec le grade de capitaine. Au début du printemps 1941, il est admis à la Kriegsakademie. Après la formation, il intègre dans le groupe d'armées Centre sur le front de l'Est. Kuebart, qui était distant d'une position politique, s'oppose alors de plus en plus au nazisme.
Grâce à la protection du colonel Georg Alexander Hansen, résistant au nazisme, Kuebart entre dans l'état-major. En 1943, il est détaché dans l'Abwehr. Grâce à ses liens avec les milieux de l'opposition, il est impliqué dans la préparation du complot du 20 juillet 1944 à un rôle subalterne.
Après l'échec, Kuebart est arrêté et passe devant le Volksgerichtshof. Il est reconnu coupable de sa participation au complot, mais les preuves sont insuffisantes. Il est condamné à cinq années de prison et licencié de l'armée. Il n'est cependant pas incarcéré, mais reste sous la surveillance de la Gestapo.
Après la fin de la Seconde Guerre mondiale, il est volontaire dans la United States Army et participe pendant l'été 1945 dans les enquêtes sur le complot. Après sa retraite militaire, il devient directeur d'une usine.